# Sülysáp
Sülysáp é uma cidade da Hungria, situada no condado de Peste. Tem 47,19 km² de área e sua população em 2019 foi estimada em 8.538 habitantes.